# Memoria entrelazada

Ejemplo de entrelazado de memoria con 4 bancos. Los bancos rojos son refrescantes y no están disponibles para leer.

La memoria entrelazada (en inglés: interleaved memory) es una técnica para la mejora del ancho de banda de las memorias volátiles. Consiste en dividir el sistema de memoria en bancos con la idea de reducir la probabilidad de que un acceso requiera esperar el tiempo de recuperación.
Normalmente se divide en bancos de posiciones pares de memoria e impares; así, al realizar un acceso secuencial mientras accedemos a un banco, el otro se recupera para el próximo acceso. Esto evita la espera.
Algunas memorias multibanco son:
- SDRAM.
- RDRAM.
- DDR SDRAM.
- SLDRAM.

- Datos: Q908936